# Скапінцев Дмитро В'ячеславович
Дмитро В'ячеславович Скапінцев (нар. 12 травня 1998) — український професійний баскетболіст, гравець Збірної України та клубу «Вестчестер Нікс» з G-ліги.

## Життєпис
Народився в м. Черкаси. Вищу освіту здобув у Черкаському національному університеті імені Богдана Хмельницького.

## Професійна кар'єра

### Початок кар'єри (2015—2022)
Професійна кар'єра Скапінцева почалася в команді «Черкаські Мавпи», де він грав шість років. У 2019 році він перейшов у Каліфорнійський клуб «Стейт Нортрідж», але не зіграв за клуб жодного матчу.
У 2021 році Скапінцев перейшов у «Київ-Баскет» і залишився в команді до початку 2022 року. Після того, як через російське вторгнення в Україну сезон української баскетбольної Суперліги був закінчений, Скапінцев грав решту року за литовський клуб «Pieno žvaigždės».

### Кар'єра в США
23 жовтня 2022 року Скапінцев підписав контракт із командою з G-ліги  «Вестчестер Нікс», яка є фарм-клубом команди з НБА — «Нью-Йорк Нікс». З нею він дограв сезон 2022–23 років.
У липні 2023 року Скапінцев приєднався до «Нью-Йорк Нікс» для участі в Літній лізі НБА 2023 року, а 3 серпня підписав контракт з командою. Однак 15 вересня його було скасовано, а 9 листопада він був включений до заявки резервної команди «Вестчестер Нікс». З цією командою став переможцем внутрішньосезонного турніру G-ліги Winter Showcase Cup. Його команда у фіналі обіграла «Форт Вейн Мед Ентс» (107:99).
23 грудня 2023 року «Нью-Йорк Нікс» після травм Мітчелла Робінсона та Джеріко Сімса повернув Скапінцева до основної команди, підписавши з ним спеціальний двосторонній контракт. Того ж дня він дебютував у матчі «Нью-Йорка» проти «Мілвокі Бакс» (111:130) і став дев'ятим українцем в історії, що брали участь у матчах НБА.  Всього ж він провів за «Нью-Йорк» в національній баскетбольній асоціації 2 матчі (по 1 хвилині проти «Мілвокі» та «Індіани»). Результативними діями в них не відзначався.
2 січня 2024 року українця відрахували з команди і він повернувся до G-ліги.

## Кар'єра у збірній України
Дмитро Скапінцев потрапив до складу збірної України на Євробаскет-2022. Він зіграв у двох із п'яти ігор групового етапу збірної та не зіграв у 1/8 фіналу, в якому Україна поступилась Польщі.